# Ostara (The Wishing Tree)
Ostara is het tweede studioalbum van The Wishing Tree. De Wishing Tree is een aan-en-uit project van de gitarist Steve Rothery van Marillion en Hannah Stobart. Het duurde dertien jaar voordat er een opvolger kwam van hun debuutalbum, Rothery had het te druk met de albums van Marillion.
Op het album werden de twee bijgestaan door Paul Craddick, in het dagelijkse leven drummer bij Enchant. Het album is op twee plaatsen opgenomen; in de TB-Studio (van Rothery) en in de Tomland Studios. Mike Hunter verzorgde de mix, zoals hij ook de laatste albums van Marillion mixte. De hoes was een ontwerp van Antonio Seijas met medewerking van Jennifer Rothery, dochter van Steve Rothery.

## Musici
- Steve Rothery - gitaar, basgitaar, toetsinstrumenten
- Hannah Stobart - zang

met
- Paul Craddick - slagwerk (echtgenoot van Hannah)
- Jo Rothery - achtergrondzang (vrouw van Steve)
- Mike Hunter - aanvullende toetsinstrumenten en percussie

## Tracklist
Muziek van Rothery en Stobart, teksten van Stobart

| Nr. | Titel                                        | Duur |
| --- | -------------------------------------------- | ---- |
| 1.  | Ostara                                       | 5:16 |
| 2.  | Easy                                         | 5:26 |
| 3.  | Hollow Hills                                 | 6:21 |
| 4.  | Sevent Sign                                  | 5:43 |
| 5.  | Falling                                      | 5:55 |
| 6.  | Fly                                          | 4:41 |
| 7.  | Kingfisher                                   | 4:16 |
| 8.  | Soldier                                      | 5:36 |
| 9.  | Fly (live, bonustrack)                       | 4:59 |
| 10. | Ostara (live bonustrack)                     | 5:53 |
| 11. | Fly (livevideo Port Zeelande, 21 maart 2009) |      |